# Мизулина, Елена Борисовна
Еле́на Бори́совна Мизу́лина (при рождении Дми́триева; род. 9 декабря 1954, Буй, Костромская область) — российский государственный и политический деятель.   
Депутат Госдумы II, III, V и Государственной думы РФ VI созывов от партии «Справедливая Россия». Состояла в разных политических партиях: КПСС, «Яблоко», СПС, «Справедливой России». Член, сенатор Совета Федерации ФС РФ от Омской области с 23 сентября 2015 по 16 сентября 2023 года. Доктор юридических наук (1992), профессор. Заслуженный юрист Российской Федерации.
Известна как автор и соавтор резонансных инициатив и законопроектов, вызвавших неоднозначную общественную реакцию и нередко сопровождающихся скандалами. Среди них — борьба с «гей-пропагандой», матом в сети, разводами и иностранными усыновителями российских сирот.
Дочь Елены Мизулиной, Екатерина Мизулина, возглавляет «Лигу безопасного интернета» и тоже известна своими запретительными инициативами.
Находится под персональными санкциями 27 стран ЕС, Великобритании, США, Канады, Швейцарии, Австралии, Украины, Новой Зеландии.

## Биография

### Ярославль
Родилась 9 декабря 1954 года в городе Буй Костромской области.
В школе мечтала поступить в МГИМО, готовила себя к «карьере дипломата», однако в 1972 году поступила на факультет истории и права Ярославского государственного университета. Училась в одной группе со своим будущим мужем Михаилом Мизулиным (род. 1955); после четвёртого курса вышла за него замуж. В 1977 году окончила университет, получив квалификацию юриста. Была распределена лаборантом на университетскую кафедру теории и права.
В 1977—1984 годах работала сначала консультантом, затем, в 1984—1985 годах, — старшим консультантом Ярославского областного суда. Параллельно училась в заочной аспирантуре Ярославского государственного университета; в 1983 году защитила диссертацию на тему «Природа надзорного производства в уголовном процессе (по материалам Ярославского областного суда)» на соискание учёной степени кандидата юридических наук.
В 1985 году перешла на работу ассистентом в Ярославский государственный педагогический институт имени К. Д. Ушинского. По признанию мужа Мизулиной, он, будучи заведующим идеологическим сектором обкома КПСС Ярославской области, «пробил» для Елены место старшего научного сотрудника института. В 1987 году Мизулина получила должность заведующей кафедрой отечественной истории; возглавляла кафедру до 1990 года. До августа 1991 года являлась членом КПСС.
В 1992 году в Институте государства и права РАН защитила докторскую диссертацию на тему «Уголовный процесс: концепция самоограничения государства». Со слов Мизулиной, её диссертация стала открытием, новым направлением в науке: «Оказалось, что то, что я написала — уникально, что я, действительно, учёный от Бога». В 1992—1995 годах — доцент, затем профессор Ярославского государственного университета.

### «Яблоко» и «Союз правых сил»

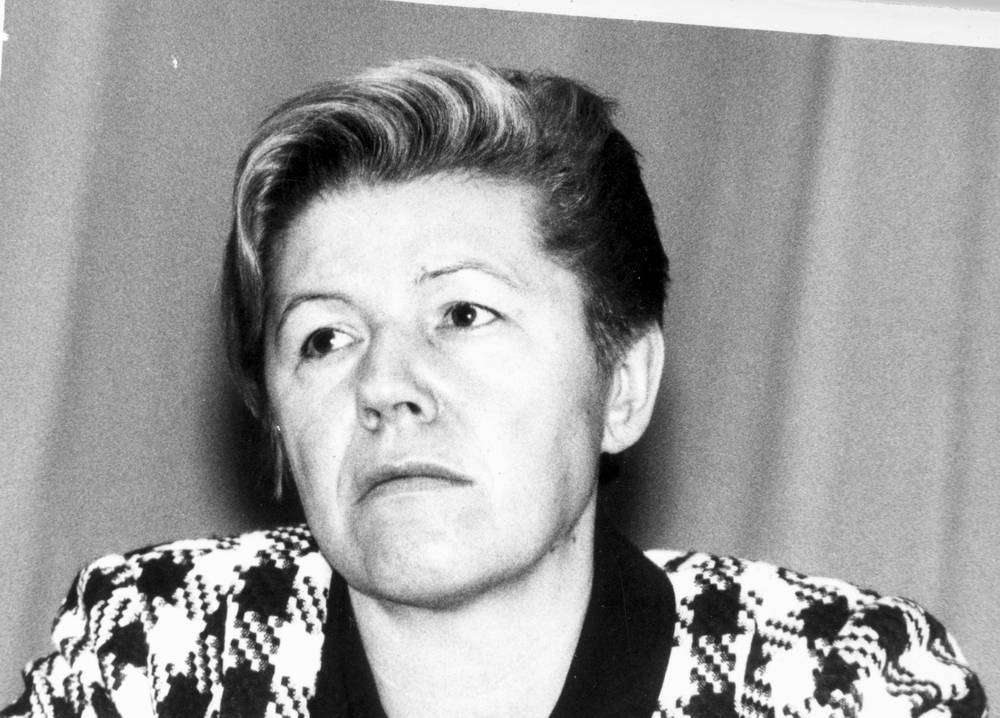
Мизулина в 1997 году

В 1993 году от блока «Выбор России» была избрана в первый состав Совета Федерации ФС РФ, где являлась заместителем председателя Комитета по конституционному законодательству и судебно-правовым вопросам, членом Комиссии по регламенту и парламентским процедурам. В 1995 году вошла в объединение «Яблоко» и движение «Реформы — новый курс». С 1995 года возглавляла ярославскую региональную общественную организацию «Равновесие».
В декабре 1995 года Мизулина была избрана депутатом Государственной думы II созыва по Кировскому одномандатному округу (Ярославль) от «Яблока», в связи с чем в январе 1996 года досрочно сложила полномочия депутата Совета Федерации. В Государственной думе II созыва состояла во фракции «Яблока», являлась заместителем председателя комитета по законодательству и судебно-правовой реформе, заместителем председателя подкомитета по вопросам государственного строительства и конституционных прав граждан. Осуществляла юридическое оформление несостоявшегося импичмента президенту Ельцину в 1999 году.
В декабре 1999 года была избрана депутатом Государственной думы III созыва от «Яблока». В июле 2000 года возглавила «Ярославский союз демократических сил», в который вошли представители «Яблока» и «Союза правых сил». В феврале 2001 года заявила, что не собирается подтверждать своё членство в «Яблоке». В июне того же года вступила в «Союз правых сил». Свой уход из «Яблока» Мизулина объяснила тем, что ей «лично стыдно быть в партии, которая набирает на выборах лишь 5 %. Это для меня стало нравственной проблемой». Бывшие соратники Е. Б. Мизулиной по «Яблоку» и СПС Сергей Митрохин и Леонид Гозман объясняют неоднократную смену Мизулиной политических партий тем, что она следует за политическими трендами.
В феврале 2004 года Мизулина была утверждена представителем Государственной думы в Конституционном суде. Сама Мизулина не исключила, что это назначение она получила из-за проигрыша СПС на выборах: «Не знаю, в какой мере это связано, но, возможно, это можно расценивать как моё намеренное трудоустройство». В качестве представителя Госдумы в Конституционном суде, в 2005 году отстаивала правомерность решения об отмене прямых губернаторских выборов в России. Свою работу в Конституционном суде совмещала с исполнением обязанностей заместителя начальника правового управления аппарата Госдумы. В 2005 году окончила Российскую академию государственной службы при Президенте РФ.

### «Справедливая Россия»

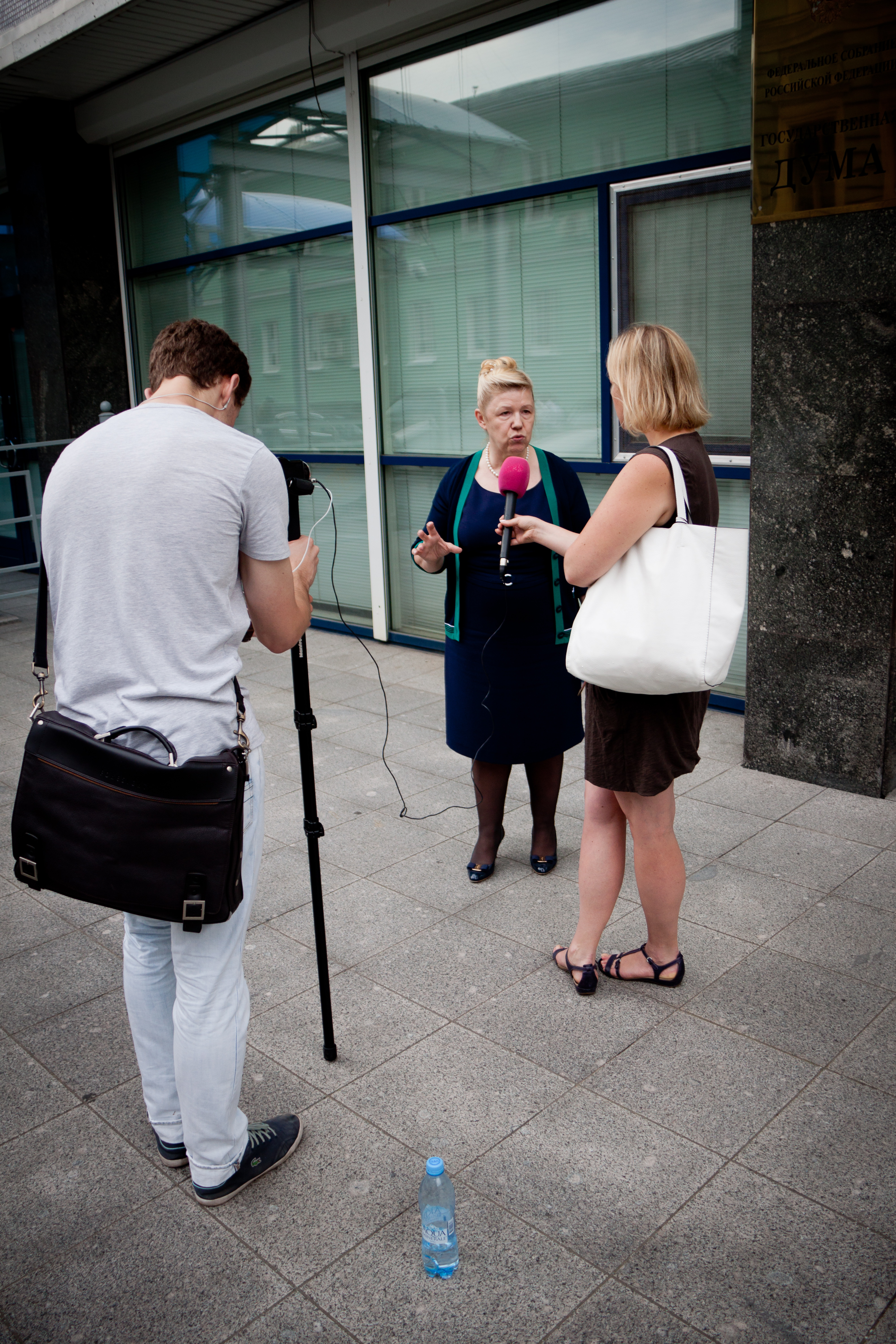
Мизулина даёт интервью в июне 2012 года

23 сентября 2007 года предвыборный съезд партии «Справедливая Россия: Родина/Пенсионеры/Жизнь» утвердил список кандидатов на выборах в Госдуму пятого созыва. Елена Мизулина шла первым номером в региональной группе № 60 Омская область. На состоявшихся в декабре 2007 года выборах «Справедливая Россия» набрала 7,74 % голосов и получила 38 мандатов. При распределении мандатов один был передан Мизулиной. В Госдуме V созыва вошла во фракцию «Справедливая Россия». В январе 2008 года стала председателем Комитета ГД по вопросам семьи, женщин и детей. При этом «Справедливая Россия» вначале выдвинула на этот пост Светлану Горячеву, что вызвало недовольство «Единой России»; Мизулина возглавила комитет в качестве компромиссной фигуры.
24 сентября 2011 года съезд «Справедливой России» утвердил список кандидатов на выборах в Госдуму шестого созыва. Елена Мизулина шла первым номером в региональной группе № 52 Омская область. На выборах «Справедливая Россия» набрала в Омской области 16,45 % голосов, а в целом по стране 13,25 % и получила 38 мандатов. В итоге при распределении мандатов один был передан Мизулиной. В Госдуме VI созыва входила во фракцию «Справедливая Россия», с 21 декабря 2011 года — председатель Комитета ГД по вопросам семьи, женщин и детей. На съезде «Справедливой России», проходившем в октябре 2013 года, отказалась от должности члена центрального совета партии.
По оценке политолога Александра Кынева, данной в 2013 году, деятельность Елены Мизулиной в Государственной думе наносила имиджу партии существенный ущерб в глазах целевого для неё образованного городского избирателя.
В июле 2015 года врио губернатора Омской области Виктор Назаров, регистрируясь как кандидат на выборах губернатора Омской области, подал в избирательную комиссию список из трёх кандидатов в Совет Федерации, среди которых была и Елена Мизулина. Назаров выиграл выборы и, вступив в должность 23 сентября 2015 года, наделил Елену Мизулину полномочиями члена Совета Федерации — представителя губернатора Омской области. Мандат депутата Госдумы был передан Александру Кравцову.
С 2015 по 2020 год — заместитель председателя комитета Совета Федерации по конституционному законодательству, с 2020 года — член комитета Совета Федерации по конституционному законодательству.
23 января 2017 года подала в региональное отделение партии «Справедливая Россия» заявление о выходе из партии. Среди возможных причин СМИ и отдельные члены «Справедливой России» называли её недовольство новым главой омского отделения партии Владимира Гуселетова.

### Совет Федерации
В мае 2017 года Мизулина вмешалась в деятельность нового Уполномоченного по правам ребёнка при Президенте России Анны Кузнецовой. По итогам большой пресс-конференции 23 декабря 2016 года Владимир Путин поручил Кузнецовой и Министерству труда и социальной защиты Российской Федерации изучить практику изъятия детей из семей с точки зрения избыточно применяемых мер или неправомерного вмешательства в семью. 15 мая 2017 года Кузнецова со ссылкой на данные прокуратуры сообщила СМИ, что официально зарегистрированных нарушений такого рода «фактически нет». Эти слова Кузнецовой вызвали возмущение 75 родительских организаций России, которые в мае того же года направили президенту России открытое письмо, в котором заявили, что «общественность сомневается в объективности этих данных». В конфликт вмешалась Мизулина, которая 30 мая 2017 года представила альтернативный доклад, основанный на данных, собранных общественными организациями, выступающих против Кузнецовой.
29 ноября 2017 года на заседании координационного совета по реализации национальной стратегии действий в интересах детей президент России не согласился с позицией Елены Мизулиной, которая раскритиковала положения Семейного кодекса России и предложила внести в него изменения. На что Путин ответил: «семейный кодекс работает довольно долго, а семья всё-таки, слава богу, существует пока», — и рассказал ей о глисте, которая совокупляется сама с собой. Также Мизулина заявляла, что советское руководство боролось с образом семьи. Путин ответил, что власти СССР не ставили цели полного разрушения традиционной семьи, а в поздний период и вовсе оказывали ей поддержку. После этих событий Мизулина практически пропала из СМИ, а позже и вовсе лишилась должности зампреда комитета по конституционному законодательству.
В 2018 году голосовала за так называемую «пенсионную реформу», увеличивающую возраст выхода граждан России на пенсию.
11 октября 2023 Елена Мизулина ушла с поста сенатора от Омской области в Совете Федерации.

## Законотворческая деятельность
Является одним из авторов Федерального закона № 139-ФЗ от 28 июля 2012 года (бывш. Законопроект № 89417-6), получившего известность как «закон о чёрных списках» или «закон о цензуре в Интернете», а также принятого в 2010 году закона «О защите детей от информации, причиняющей вред их здоровью и развитию», с которым его часто путают.
10 июля 2012 года заявила, что подаст запрос в министерство юстиции США с целью проверить забастовку русской Википедии, так как считает, что в законопроекте № 89417-6 цензуры нет; тогда же предположила, что за протестами в Интернете стоит «педофильское лобби».
14 ноября 2012 года Мизулина заявила, что профилактическая цель закона 139-ФЗ — без применения наказания добиться безопасной информационной среды — достигнута. Также заявила, что, возможно, будет разработан ещё один законопроект, который запретит доступ к сайтам, позволяющим просматривать страницы, внесённые в единый реестр запрещённых сайтов. Среди таких порталов, противодействующих чёрному списку, был назван rublacklist.net, принадлежащий пиратской партии России.
22 ноября 2013 года выступила с инициативой о внесении в преамбулу Конституции РФ строк о том, что православие является основой национальной и культурной самобытности России. Сейчас ни одна религия в конституции не упоминается и, в соответствии с основным законом страны, Россия является светским государством.

## Позиции по вопросам брака, семьи и сексуальных отношений

### Отношение к абортам
Елена Мизулина — сторонница запрета абортов и за ограничения прав женщины на бесплатное искусственное прерывание беременности по желанию женщины. Мизулина предлагает оставить бесплатным проведение абортов исключительно по медицинским показаниям или при беременности, наступившей при изнасилованиях; в остальных случаях сделать аборты платными. Также высказывалась за введение запрета на проведение абортов в частных медучреждениях, запрет продажи препаратов, вызывающих медикаментозный аборт без рецепта врача, за обязательное получение замужними женщинами разрешения мужа на проведение аборта, а несовершеннолетними девочками — разрешения родителей.
В июле 2013 года Мизулина в составе группы депутатов внесла на рассмотрение Госдумы законопроект о поправках в КоАП, предусматривающих наложение штрафов на врачей и медучреждения, которые при проведении абортов не дают женщинам времени на раздумья, в размере до 1 млн рублей. Также предлагается штрафовать и самих не соблюдающих «время тишины» беременных женщин — от 3 до 5 тысяч рублей.

### Позиция по вопросам семьи и брака
Мизулина резко выступала против введения запрета на усыновления российских детей американцами: «Это просто подло, если не сказать подленько. Никогда Россия не защищала свои интересы, используя детей». Впрочем, спустя несколько дней Мизулина проголосовала за введение такого запрета на законодательном уровне.
В июне 2013 года Комитет Госдумы по делам семьи, который возглавляет Мизулина, обнародовал проект «Концепции государственной семейной политики до 2025 года», где предлагается ввести дополнительный налог на развод и установить новые ограничения на аборты. Одновременно предлагается усилить роль РПЦ в принятии семейных законов, увеличить количество «многопоколенных» семей (семьи, где вместе живут бабушки, дедушки, дети и внуки), рекомендуется активно пропагандировать многодетность, и установить минимальный размер алиментов, выплата которых не должна зависеть от наличия или отсутствия дохода у родителя. Отвечая в интервью «Эхо Москвы» на вопрос о её отношении к разводу Путина, Мизулина сказала: «Никакого расхождения поведения супругов Путиных с проектом концепции государственной семейной политики, который я презентовала на координационном совете по реализации национальной стратегии действий в интересах детей, нет. ❬…❭ на мой взгляд, они подали пример цивилизованного развода, уважения друг к другу и сохранения по отношению друг к другу личных обязательств и заботы, если вдруг тем более что случится».
После публикации Концепции выяснилось, что некоторые её положения дословно скопированы с одного из размещенных в сети Интернет рефератов, который, в свою очередь, является плагиатом курса «Семьеведение» Томского политехнического университета.
Мизулина выступает за повышение возрастного ценза для вступающих в сексуальные отношения с 16 до 18 лет. Также она призывает запретить в России суррогатное материнство.
1 июня 2016 года (в день защиты детей) сообщила о готовности внести Законопроект о запрете беби-боксов. Документ предусматривает административную ответственность для должностных лиц за создание условий для анонимного оставления детей в виде административного штрафа от одного до пяти миллионов рублей либо приостанавливать деятельность юридического лица на срок до 90 суток. В России беби-боксы действуют в Московской, Владимирской, Ленинградской, Курской областях, в Пермском, Краснодарском и Ставропольском краях, они существуют на частные пожертвования.
Мизулина выступила против введения в России уголовной ответственности за многожёнство.
27 июля 2016 года Мизулина внесла в Госдуму законопроект об отмене уголовного наказания за семейные побои и замене его административным (Перед этим, 3 июля 2016 года, уголовное наказание за побои было заменено административным для всех граждан, кроме родных и близких, таким образом, законопроект Мизулиной уравнивает родственников с другими гражданами).

### Позиция об эмбрионах в пробирке
14 декабря 2022 года Мизулина посетовала на то, что эмбрионы, появившиеся после оплодотворения в пробирке, с правовой точки зрения никак не защищены до тех пор, пока их не поместят в суррогатную мать. Каким именно образом необходимо защищать такие эмбрионы, политик не уточнила.

### Отношение к ЛГБТ-сообществу
Мизулина — автор нескольких законодательных проектов, направленных против «пропаганды гомосексуализма». Также Мизулина выступает за изъятие детей, за исключением кровных, из однополых семей.
В июле 2013 года Мизулина и её заместитель по думскому комитету Баталина подали заявление о преступлении с целью возбуждения уголовного дела в отношении ЛГБТ-правозащитника Николая Алексеева. По мнению Мизулиной, Алексеев является руководителем ЛГБТ-сообщества, которое организовало кампанию по её дискредитации, что наносит ущерб России в целом. Мизулина намерена просить для Алексеева наказания «в виде обязательных работ в местах, где он не сможет заниматься гей-пропагандой, например, на „труповозке“». Представители ЛГБТ-сообщества также обратились в прокуратуру с жалобой на разжигание Мизулиной ненависти по отношению к гомосексуалам и ущемление с её стороны прав ЛГБТ.
В октябре 2013 года Мизулина получила премию «Серебряная калоша» за самые сомнительные достижения года в номинации «Мимими года». В ноябре того же года Мизулина приняла участие в проходившей в Лейпциге конференции «За будущее семьи. Грозит ли исчезновение европейским народам?», среди участников которой были представители маргинальных немецких организаций, в том числе профашистских и антисемитских взглядов. Участников конференции пикетировали немецкие антифашисты и ЛГБТ-активисты; Мизулина утверждала, что в возникшей давке члены российской делегации получили травмы.
В июле 2020 года Елена Мизулина совместно с сенаторами Еленой Афанасьевой, Александром Башкиным, Риммой Галушиной, Максимом Кавджарадзе и Людмилой Нарусовой внесла в Государственную думу законопроект, запрещающий вступать в брак не только лицам одного пола, но и трансгендерным людям. Кроме того, инициативой предлагается запретить однополым парам и гражданам, которые совершили трансгендерный переход, усыновлять детей.

### Обвинения в принадлежности оппонентов к «педофильскому лобби»
Елена Мизулина неоднократно обвиняла своих оппонентов в принадлежности к так называемому «педофильскому лобби». Так в 2011 году, в ходе обсуждения поправок в Уголовный кодекс, она предположила, что «в недрах фракции „Единой России“ существует „педофильское лобби“», которое противится ужесточению ответственности за преступления сексуального характера против несовершеннолетних. Противники закона «О защите детей от информации, причиняющей вред их здоровью и развитию», по мнению Мизулиной, тоже выражают мнение «педофильского лобби». В частности, комментируя в 2012 году забастовку русской Википедии, Мизулина сказала:
Я лично считаю, что «Википедия» — это прикрытие, как у террористов. Они всегда, как живым щитом, прикрываются детьми либо женщинами. Это — прикрытие, поскольку самой «Википедии» вряд ли что грозит. Я пользуюсь «Википедией». Причём, обратите внимание, только русскоязычная версия закрыта. Поэтому это попытка шантажа российских парламентариев. За ними стоит лобби, и очень велики подозрения, что это педофильское лобби.
В июне 2013 года публицист Альфред Кох опубликовал статью о том, что сын Мизулиной, проживающий в Бельгии, работает в крупной международной юридической фирме Mayer Brown, спонсирующей гей-организации и входящей в сотню главных организаций, защищающих права членов ЛГБТ-сообщества в Бельгии, несмотря на то что его мать активно борется с гомосексуалами в России. В ответ Мизулина обвинила Коха в принадлежности к «педофильскому лобби». Журналист Андрей Мальгин написал на это в своём блоге: «Прекрасно: все, кому не нравится Мизулина, — это педофильское лобби».

### Отношение к суррогатному материнству
10 ноября 2013 года в своём выступлении заявила о необходимости запрета на суррогатное материнство. Впоследствии заявила, что на самом деле не выступает за запрет, а желала вызвать дискуссию. Мизулина считает, что необходимо вести дискуссии в обществе, чтобы сформировать у людей отрицательное отношение к суррогатному материнству.

## Скандалы
В июне 2013 года Следственный комитет РФ возбудил уголовное дело по факту оскорбления Мизулиной группой лиц. В рамках этого дела в СК были вызваны журналист «Новой Газеты» Елена Костюченко, гей-активист Николай Алексеев, Ксения Собчак и Альфред Кох. Согласно заявлению Мизулиной, дело в распространении блогерами заведомо ложных сведений в отношении депутата — что она предлагала запретить оральный секс. В рамках следственных мероприятий была допрошена Ксения Собчак, по её словам, 15 минут следователь беседовал с ней об оральном сексе. Также на допрос был вызван Альфред Кох, по его словам, три часа допроса «два подполковника уточняли детали „гейско-оральных фобий Мизулиной“ и его к этому отношение».
23 ноября 2013 года в Лейпциге, куда Мизулина прибыла для участия в конференции «За будущее семьи. Грозит ли исчезновение европейским народам?», по её словам, она и члены делегации подверглись нападению ЛГБТ-активистов, однако те отвергли её обвинения.

## Критика
По словам политолога Марка Урнова, «законы, инициированные Мизулиной, разнообразны. Но они имеют одну очень специфическую черту — они сеют нетерпимость. Они просто выражают в юридической форме ту установку на нетерпимость и подавление всего, что не соответствует твоим личным представлениям о том, что есть правильно, а что неправильно».
Мизулину критикуют за активное вмешательство в различные сферы личной жизни граждан. Писатель Дмитрий Быков считает, что Мизулина постоянно предлагает «законодательно оформить вещи, которые должны являться вопросом личного выбора, и это гораздо опасней, чем любой гей-парад». Журналистка Маша Гессен считает инициативы Мизулиной вмешательством в чужую жизнь и усматривает в них логическую подмену: «однополые браки якобы разрушают гетеросексуальные браки, а если я, скажем, сплю с женщиной, то это мешает Мизулиной спать с мужчиной».
В ответ на ряд скандальных инициатив и законопроектов Мизулиной, летом 2013 года в сети проходил сбор подписей за включение её вместе с Виталием Милоновым в список Магнитского и запрет на въезд в США.
Ряд западных звёзд из мира искусства выразил протест против инициированного Мизулиной антигейского закона. Британский хореограф Бен Райт отказался от участия в совместном проекте с Министерством культуры России. В открытом письме Райт рассказал, что его потрясли сцены разгона неонацистами гей-парада и жестокое убийство 23-летнего гея в Волгограде. «Путин по сути узаконил смертельно опасные предрассудки и санкционировал преследования геев», — пишет Райт. Своё письмо он завершил призывом бойкотировать Олимпиаду в Сочи. Немецкий драматург Мариус фон Майенбург и актёр, звезда телесериала «Побег» Уэнтуорт Миллер отменили поездку на фестиваль «Территория» в Москве, поддерживая протест. «И это только начало… Спасибо скажите Мизулиной», — комментирует сложившуюся ситуацию режиссёр Кирилл Серебренников.
В апреле 2019 года критику в ряде российских СМИ вызвало заявление сделано Мизулиной на Форуме безопасного интернета:
По большому счёту, запрет как норма права, из которого конструируется закон, и есть самая большая свобода человека. А вам всегда говорят, что депутаты что-то запрещают. Это ложное представление. Запрет — это как раз есть свобода. Он говорит: это нельзя, а всё остальное можно.

## Санкции
Весной 2014 года на Мизулину были наложены санкции:
- Указом президента США (Барак Обама) 14 марта 2014 года «за её статус как депутата Госдумы» за «подрыв демократических процессов и институтов на Украине; угрозу её миру, безопасности, стабильности, суверенитету и территориальной целостности; и внесения вклада в незаконном присвоении активов»[109].
- Решением Совета Европейского Союза 21 марта 2014 года, как на «разработчика и соавтора последних законодательных предложений в России, позволяющих регионам других стран присоединиться к России без предварительного согласия своих центральных властей»[110].

9 марта 2022 года, на фоне вторжения России на Украину, внесена в санкционный список всех стран Европейского союза, так как она голосовала за ратификацию договоров о дружбе с самопровозглашёнными ЛНР и ДНР и за поддержу аннексии оккупированных территорий Украины.
Указом президента Украины Владимира Зеленского от 7 сентября 2022 года находится под санкциями Украины за «поддержку незаконным попыткам России аннексировать суверенную украинскую территорию путём проведения фиктивных референдумов».
30 сентября 2022 года внесена в санкционный список Соединённых Штатов Америки «за аннексию Путиным регионов Украины» и одобрения закона о фейках. Государственный департамент отмечает что сенаторы «проголосовали за одобрение просьбы Путина о вводе войск в Украину, что послужило неоправданным предлогом для полномасштабного вторжения России в Украину».
По аналогичным основаниям находится под санкциями Великобритании, а также с 17 марта 2014 года находится под санкциями Канады. С 2 апреля 2020 года находится под санкциями Швейцарии. С 24 июня 2020 года находится под санкциями Австралии. С 3 мая 2022 года находится под санкциями Новой Зеландии.

## Личная жизнь
Замужем, имеет двоих взрослых детей — сына и дочь.
Муж, Михаил Юрьевич Мизулин, родился 10 января 1955 года в Вологодской области, кандидат философских наук, доцент кафедры политологии и политического управления РАНХиГС. В бытность Мизулиной депутатом от «Яблока» возглавлял партийную ячейку в Ярославле. Был деканом факультета общественных наук Ярославского университета.
Сын, Николай Мизулин (родился в 1978), обучался в МГИМО, за границей — в Бернском и Оксфордском (колледж Леди-Маргарет-Холл) университетах. Сейчас работает юристом (по некоторым данным — совладелец юридической фирмы) и живёт в Брюсселе, является партнёром юридической фирмы Mayer Brown. В Брюсселе он встретил Патрисию Гонсалес Антон-Пачеко, дочь известного испанского писателя. Патрисия окончила Мадридский университет, работает в неправительственной организации Международная кризисная группа, основанной в 1995 году бывшим советником госсекретаря США Мортоном Абрамовичем и финансируемой инвестором и филантропом Джорджом Соросом; ранее работала в неправительственных организациях Оксфам и ОБСЕ. У супругов родились двое детей. Семья живёт в Брюсселе.
Дочь Екатерина (родилась в 1984) тоже живёт отдельно от матери, и детей у неё нет. Дочь Мизулиной возглавляет московский фонд социально-правовых инициатив «Правовая столица», который занимается финансовым посредничеством, издательской и рекламной деятельностью. По сообщениям прессы, фонд принадлежит Елене Мизулиной. Екатерина Мизулина — член Общественной палаты Российской Федерации, исполнительный директор Национального мониторингового центра помощи пропавшим и пострадавшим детям и директор Лиги безопасного интернета.
В предлагаемом Еленой Мизулиной проекте закона «Концепции государственной семейной политики до 2025 года» она определяет «государственным идеалом семьи» брак «с целью рождения и совместного воспитания трёх и более детей», и ещё предлагает в этом законе способствовать тому, чтобы несколько поколений российских родителей, детей и внуков жили в одном жилом помещении. В интервью «Эху Москвы» Мизулина объяснила своё личное несоответствие провозглашаемому ей «государственному идеалу семьи» так: «Я хотела троих. Мы с Мишей, моим мужем, хотели троих. Но случилось так, как случилось. Нам даровала судьба двоих».
Мизулина является любительницей кошек экзотических пород. В 1994 году разразился скандал в связи с требованием Мизулиной увеличить ей площадь служебной квартиры для организации оказания родовспоможения её кошке. Кроме кошек, Мизулина увлекается разведением комнатных растений, играет на баяне.

## Доходы
В 2014 году Мизулина заработала за работу в Госдуме 9 млн руб, за 2019 год (СФ) — 9,5 млн руб. Задекларировано 2 квартиры общей площадью 424 м², два легковых автомобиля (Volvo XC60 и Volvo XC40) и гараж.

## Награды
- Заслуженный юрист Российской Федерации
- Медаль «В память 850-летия Москвы»
- Орден Почёта (2012) — за большой вклад в развитие российского парламентаризма и активную законотворческую деятельность[136]
- Благодарность Президента Российской Федерации (2002) — за большой вклад в разработку законов по реализации концепции судебной реформы[137]
- Почётная грамота правительства Российской Федерации (2008) — за заслуги в законотворческой деятельности и активное участие в развитии парламентаризма в Российской Федерации[138]
- лауреат Национальной премии общественного признания достижений женщин «Олимпия» в 2001 году
- Медаль Всемирного конгресса семей[англ.] (2010)[139]
- Императорский орден Святой великомученицы Анастасии (12 июля 2013 года, Российский императорский дом) — «в воздаяние заслуг перед Отечеством и Российским императорским домом и во свидетельство особого нашего благоволения»[140]
- Почётный знак Совета Федерации Федерального Собрания Российской Федерации «За заслуги в развитии парламентаризма» (2023)

## Образ Елены Мизулиной в массовой культуре
- Законодательные инициативы и высказывания Елены Мизулиной вызвали распространение в интернете многочисленных карикатур на депутата, «демотиваторов», пародийной песни «Я тебя своей Мизулиной зову» авторства Геннадия Смирнова[141][142].
- Художник Константин Алтунин написал работу «Эротические сны Мизулиной», которая выставлялась во вновь открытом в Санкт-Петербурге музее власти; в августе 2013 года полиция совместно с депутатом Милоновым конфисковала эту и ряд других работ художника[143].
- В 2013 году Елене Мизулиной была присуждена «Серебряная калоша» в номинации «Мимими года» — за привлечение внимания всей страны к теме орального секса, выступившей, в частности, с законопроектом о запрете пропаганды нетрадиционных отношений среди малолетних[144].